# John Wallace
John Gilbert Wallace (Rochester, New York, 9. veljače 1974.) umirovljeni je američki profesionalni košarkaš. Igrao je na poziciji niskog krila, a izabran je u 1. krugu (18. ukupno) NBA drafta 1996. od strane New York Knicksa. U svojoj sedmogodišnjoj NBA karijeri, Wallace je igrao za New York Knickse, Toronto Raptorse, Detroit Pistonse, Phoenix Sunse i Miami Heate.

## Vanjske poveznice
- Profil na NBA.com
- Profil na Basketball-Reference.com
- John Wallace u internetskoj bazi filmova IMDb-u (engl.)